# Новий Староґруд
Новий Староґруд (пол. Nowy Starogród) — село в Польщі, у гміні Сенниця Мінського повіту Мазовецького воєводства. Населення — 123 особи (2011).
У 1975—1998 роках село належало до Седлецького воєводства.

## Демографія
Демографічна структура станом на 31 березня 2011 року:
|          | Загалом | Допрацездатний вік | Працездатний вік | Постпрацездатний вік |
| -------- | ------- | ------------------ | ---------------- | -------------------- |
| Чоловіки | 61      | 14                 | 36               | 11                   |
| Жінки    | 62      | 13                 | 26               | 23                   |
| Разом    | 123     | 27                 | 62               | 34                   |